# 'Eshqabad
'Eshqābād (farsi عشق‌آباد‎) è una città dello shahrestān di Nishapur, circoscrizione di Miyan Jolgheh, nella provincia del Razavi Khorasan in Iran. Aveva, nel 2016, una popolazione di 1.993 abitanti.